# Primulina bicolor
Primulina bicolor là một loài thực vật có hoa trong họ Tai voi. Loài này được W.T.Wang mô tả khoa học đầu tiên năm 1985 dưới danh pháp Chirita bicolor. Loài được ghi nhận ở tỉnh Quảng Đông, Trung Quốc.